# Veronica Rodriguez
Veronica Rodriguez (Maracay, 1 augustus 1991) is een Venezolaans pornoactrice. Rodriguez ging naar een particuliere katholieke school waar meisjes apart van jongens les krijgen. Nadat haar ouders in 1999 scheidden, kwam ze met haar moeder naar de Verenigde Staten; eerst vier jaar naar Chicago, daarna trokken ze door naar Miami. Ze heeft een jongere zus, Katya Rodriguez, die eveneens pornoactrice is.
Rodriguez debuteerde in 2011 en won twee jaar later een prijs voor performer van het jaar. In 2009 was ze eerder te zien in de biopic Bobby Fischer Live over Amerikaans schaker Bobby Fischer.